# Manyang (Muara Dua)
Manyang is een bestuurslaag in het regentschap Lhokseumawe van de provincie Atjeh, Indonesië. Manyang telt 1369 inwoners (volkstelling 2010).